# Larisa (chi bướm)
Larisa là một chi bướm đêm thuộc phân họ Olethreutinae, họ Tortricidae Tortricidae.

## Các loài
- Larisa subsolana Miller, 1978